# Autoria (direito penal)
A autoria é a imputação relativa ao agente responsável por uma conduta tipicamente lesiva. Doutrinariamente falando, segundo a Teoria finalista da ação ou Teoria do Domínio do Fato  existe autoria quando o agente praticou o tipo penal exatamente previsto na lei, agindo ainda com pleno e consciente domínio sobre a sua função na execução do ato criminoso.
Coautoria ocorre quando há mais de um agente praticando o núcleo do tipo penal, dividindo a autoria do mesmo crime. Coautores podem, no entanto, ter penas distintas, de acordo com o grau de participação e gravidade de suas contribuições particulares, ou outras concisões exclusivas.
De acordo com a jurisprudência pacificada do Supremo Tribunal Federal, o autor intelectual também se enquadra como coautor do crime, ainda que não tenha realizado a conduta. O autor intelectual é o sujeito que planeja a ação delituosa, constituindo o crime produto de sua criatividade. Pode acontecer, até mesmo, que ao autor intelectual não seja atribuída qualquer função executiva do plano criminoso por ele pensado, o que não afasta, contudo, o seu status de autor. Pelo contrário. Pela teoria do domínio do fato percebe-se, com clareza, a sua importância para o sucesso da infração penal. O art. 62, I, do Código Penal diz que a pena será ainda agravada em relação ao agente que promove, ou organiza a cooperação no crime ou dirige a atividade dos demais agentes. O autor intelectual pode ser aquele a exemplo de alguém que, por desavença, manda matar outra ou outras pessoas, por meio de um "matador de alguel". O mandante do crime, portanto, será coautor do crime juntamente com o matador (autor direto do crime de homicídio).
O Partícipe não realiza a conduta típica, não pratica o exato núcleo do tipo penal, mas ele contribui de alguma forma para o crime acontecer, conscientemente da ilegalidade e dos objetivos delituosos. O partícipe é quem não tem domínio sobre função ou tarefa no ato criminoso, seu domínio se restringe ao ato de auxiliar indiretamente o autor, quem pratica o crime em si. Diferencia-se um Autor de um Partícipe, porque o Autor (ou Coautor) tem poder de mandar, ordena o ato de infração ao agente executor, enquanto o partícipe não tem poder de ordenar o agente direto, ele pode , no máximo, influenciar resistivelmente o agente. Induzir e instigar o autor a cometer o ato criminoso é típica conduta de partícipe. O ex-juiz e doutrinador brasileiro, Mirabete, diz que a participação é “a atividade acessória daquele que colabora para a conduta do autor com a prática de uma ação que, em si mesma, não é penalmente relevante”. Sua pena poderá ser diminuída de um sexto a um terço do cominado em abstrato.